# Gustav Jenner

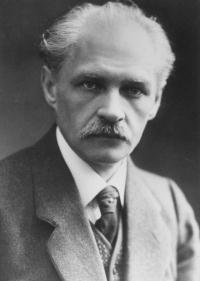
Gustav Jenner, um 1900

Cornelius Uwe Gustav Jenner (* 3. Dezember 1865 in Keitum auf Sylt; † 29. August 1920 in Marburg) war ein deutscher Komponist und Dirigent.

## Leben
Jenner war der jüngste Sohn des Arztes Otto Jenner (1828–1884) und dessen Ehefrau Anna Bleicken. Durch die Hausmusik seiner Eltern kam Jenner schon sehr früh mit Musik in Berührung. Bereits als kleiner Junge begann er früh mit dem Klavierunterricht und wagte sich schon als jugendlicher Autodidakt heimlich ans Komponieren.
Mit seiner Familie kam Jenner für einige Jahre nach Kettwig im Ruhrgebiet und kehrte 1879 wieder nach Norddeutschland zurück. Die Familie ließ sich in Gleschendorf bei Lübeck nieder und Jenner konnte ab 1880 das Gymnasium in Kiel besuchen. Sein Vorhaben, Medizin zu studieren, wurde durch seine musikalischen Interessen nicht ausgeführt.
Er wurde Schüler von Hermann Stange (Harmonielehre, Orgel) und Theodor Gänge (Kontrapunkt, Klavier). Ab 1886 wurde Jenner u. a. in Hamburg Schüler von Arnold Krug (Instrumentation, Komposition). Durch den Bekanntenkreis seiner Eltern, aber auch durch seine Lehrer lernte Jenner u. a. Theodor Storm kennen und war in dessen Haus ein gern gesehener Gast.
1895 heiratete Jenner in Marburg Julie, eine Tochter des Fabrikanten Carl Christian Hochstetter; mit ihr hatte er zwei Söhne.
Unterstützt wurde Jenner auch durch die Schriftsteller Klaus Groth und Fritz Reuter; ersterer machte Jenner 1887 mit dem Komponisten Johannes Brahms bekannt. Jenner wurde 1888 in Wien dessen einziger Kompositionsschüler und durch Brahms machte Jenner dort auch die Bekanntschaft von Eusebius Mandyczewski.
Mit Wirkung vom 1. März 1895 wurde Jenner zum Academischen Musikdirector der Universität Marburg berufen. Verbunden mit diesem Amt war auch ein Lehrauftrag, dem Jenner nach eigenem Bekunden „… mit Freude nachkam, um die Freude an Musik wachzuhalten“. Bald darauf betraute man ihn auch mit dem Amt des Dirigenten des Academischen Konzertvereins.
In Anerkennung seiner Verdienste um das städtische Kulturleben in Marburg wurde Gustav Jenner im Jahr 1904 die Ehrendoktorwürde der Philipps-Universität verliehen.
Im Alter von 54 Jahren starb Gustav Jenner am 29. August 1920 in Marburg und gilt auch heute noch als einer der wichtigsten Nachfolger von Johannes Brahms.

## Werke (Auswahl)
Das vollständige Werkverzeichnis kann auf der Webseite des Hessischen Musikarchiv eingesehen werden.
- Zwölf Terzette für dreistimmigen Frauenchor und Klavier op. 3, 1894
- Zwölf Quartette für Sopran, Alt, Tenor und Bass mit Klavier, EA 1901, (Neudruck Schott)
- Sonate in G-Dur für Klarinette und Klavier op. 5 (1900; Neudruck Schott)
- Quartett für Klavier, Violine, Viola und Violoncello Nr. 3 F-Dur
- Sonate D-Dur für Violoncello und Klavier (1901; Neudruck Schott)
- Drei Streichquartette: Nr. 1 in F-Dur, Nr. 2 in G-Dur, Nr. 3 in F-Dur
- Drei Violinsonaten: Nr. 1 in a-moll op. 8, Nr. 2 in B-Dur, Nr. 3 in Es-Dur
- Trio für Klavier, Klarinette und Horn F in Es-Dur
- Klaviersonate a-moll
- Drei Balladen für Klavier
- Unmilitärisches für Klavier (Wien 1892), EA Marburg (Hessisches Musikarchiv) 2011
- Zwei leichte Klavierstücke (Wien 1890), EA Marburg (Hessisches Musikarchiv) 2011
- Puppenball für Klavier zu vier Händen, EA Marburg (Hessisches Musikarchiv) 2010
- Tänze für Klavier zu vier Händen (Wien 1894), EA Marburg (Hessisches Musikarchiv) 2010
- Serenade für Orchester (Marburg 1911/1912)

## Veröffentlichungen
- Johannes Brahms als Mensch, Lehrer und Künstler. Studien u. Erlebnisse, Elwert, Marburg/L. 1905 (2. Auflage 1930).
- (als Herausgeber zusammen mit Hermann Oeser): Kunst und Künste. Aufsätze über das Schöne, die Kunst und den Künstler, die bildenden Künste und die Musik, Dürr, Leipzig 1904.

## Aufnahmen
- 12 Vokalquartette in: Romantische Chormusik, mit: Fritz Walther-Lindqvist, Marburger Bachchor, Wolfram Wehnert; Thorofon, 1989[2]
- Kammermusik in: Gustav Jenner – Complete Chamber Works, mit: Mozart Piano Quartet & Friends; CPO, 2004[3]
- Gustav Jenner: Chamber Music, Trio für Klarinette, Horn & Klavier, mit: Martin Litschgi, Iryna Krasnovska, Nadja Helble; MDG, 2005[4]
- Violinsonate Nr. 1 op. 8, mit: Rainer Schmidt, Saiko Sasaki; Divox, 2007[5]
- Violinsonaten Nr. 1–3, mit: Rainer Schmidt, Saiko Sasaki, Divox, 2007[6]
- Piano Works, mit: Solveig Henkhaus; CPO, 2020[7]
- Die Welt ist lauter Stille, nur mein Gedanke wacht – Lieder von Gustav Jenner nach Theodor Storm und Klaus Groth, mit: Ulf Bästlein und Charles Spencer; Naxos, 2020[8]
- Symphonien-Fragment (Adagio B-Dur & Finale b-moll) in: Festspiel-Sinfoniekonzert mit Werken von Franz Schubert, Felix Mendelssohn Bartholdy und Gustav Jenner, mit: Radio-Sinfonie-Orchester Prag, Tschechische Symphoniker Prag, Radio-Sinfonieorchester Warschau, Siegfried Heinrich, Jan Pruszak; Jubilate, 2021[9]
- Klarinettensonate op. 5, mit: Paolo Beltramini, Zora Slokar, Roberto Arosio; Aulicus, 2021[10]